# Denver Randleman

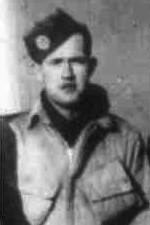

Denver "Bull" Randleman (1920 - 25 de junho, 2003) foi um sargento do exército norte-americano durante a II Guerra Mundial. Ele foi membro da Companhia Easy, 506º Regimento de Infantaria Pára-quedista, 101ª Divisão Aerotransportada. Ele combateu durante a invasão da Normandia (Dia D), Operação Market Garden na Holanda, Batalha do Bulge em Foy e Bastogne, na Bélgica e também na Alemanha. Entre outras condecorações ele recebeu a medalha Bronze Star, por bravura, e o Purple Heart. O ator Michael Cudlitz interpretou-o na mini-série da Band of Brothers, produzida pela HBO.
Randleman, nascido em Rector, Arkansas, deixou sua cidade durante a Grande Depressão, buscando trabalho que encontrou numa fundição no estado de Michigan, Estados Unidos. Ele se alistou no exército norte-americano em 1942 pouco depois da entrada do seu país na II Guerra Mundial. De acordo com o antigo comandante da Companhia Easy, major Richard Winters, Bull foi um dos melhores soldados que ele já teve.
Após a guerra Randleman tornou-se um próspero homem de negócios e foi superintendente de uma construtora no estado da Louisiana. Os últimos dias de sua vida passaram-se na cidade de Texarkana, Arkansas. Ele morreu com 82 anos em função de uma infecção.